# NICE홀딩스
주식회사 NICE홀딩스(영어: NICE Holdings)는 NICE그룹 산하의 지주회사이다.

## 계열사
- KIS정보통신
- NICE인프라
- NICE LMS
- NICE평가정보
- NICE프라퍼티
- 나이스정보통신
- 서울전자통신